# Бордовских, Юлия Николаевна
Ю́лия Никола́евна Бордо́вских (род. 5 июля 1969, Куйбышев, СССР) — российская телеведущая и журналистка. В разное время работала на радио «Максимум», а также на телеканалах «НТВ», «ТНТ», «ТВ-6» и «НТВ-Плюс». Кандидат в мастера спорта по баскетболу.

## Биография
Родилась 5 июля 1969 года в Самаре (тогда — Куйбышев). Мать работала инженером, отец — издателем и переводчиком-синхронистом с французского языка. В 1986 году окончила спортивную школу Олимпийского резерва.
В 1991 году окончила факультет журналистики МГУ, газетное отделение. В период обучения в университете 5 лет выступала за сборную МГУ по баскетболу на позиции основной разыгрывающей.
Первая её заметка была опубликована в «Собеседнике». С 1992 года работала ведущей выпусков новостей на радиостанции «Максимум». Проходила практику у Анны Дмитриевой и Сергея Ческидова в программе «Арена» Российского телевидения.
На телевидении с 1994 года. В этом году Бордовских приглашают на работу автор и ведущий программы «Намедни» Леонид Парфёнов и спортивный комментатор Анна Дмитриева. Проработав в программе Парфёнова месяц, Юлия переходит работать в Службу спортивных программ НТВ.
С апреля 1994 по апрель 2001 года — ведущая спортивных новостей в программе «Сегодня» на НТВ. С ноября 1996 по ноябрь 1997 года вместе с другими коллегами по спортивному каналу «НТВ-Плюс» также вела ежедневную обзорную телепрограмму «Дистанция 60» на НТВ.
С ноября 1996 по осень 2002 года вела программы на телеканале «НТВ-Плюс Спорт». На этом же канале курировала направления спортивной гимнастики и олимпийского движения. В 1998 году была в составе бригады телеканалов «НТВ» и «НТВ-Плюс», освещавшей во Франции Чемпионат мира по футболу. Как спортивный журналист также работала на Олимпийских играх 1998 и 2000 годов (в том числе и в тележурнале «Сидней-2000»).
В апреле 2001 года перестала сотрудничать с телекомпанией НТВ и перешла на ТВ-6 вместе с группой других журналистов, не принявших новое руководство. С мая 2001 по январь 2002 года — ведущая спортивных новостей в программе «Сейчас» (изначально программа называлась «Сегодня на ТВ-6») и прямых включений с рок-фестиваля «Нашествие-2001» (в паре с Григорием Кричевским). Вместе с Владимиром Соловьёвым вела новогоднее шоу «Венеция в Москве».
Впоследствии в связи с распадом ТВ-6 на эфирной версии телеканала «НТВ-Плюс Спорт», вещавшей по временной схеме на 6 ТВК в Москве, вела свою авторскую программу «Новый день с Юлией Бордовских» (изначально эта программа создавалась для ТВ-6 и готовилась к выходу на 1 февраля 2002 года).
В июне 2002 года вернулась на НТВ к работе в спортивных новостях вместе с остальным составом прежних ведущих. Осенью 2002 года перешла из штата ЗАО «НТВ-Плюс» в штат ОАО «Телекомпания НТВ» с целью начать работу над новыми телепроектами. С февраля 2003 по сентябрь 2004 года вела информационную программу «Страна и мир» на НТВ в паре с Антоном Хрековым.
В сентябре 2004 года в паре с Михаилом Козыревым вела на НТВ благотворительный марафон «SOSтрадание», проводимый радиостанцией «Наше радио» в помощь семьям, пострадавшим от теракта в Беслане. Осенью 2004 года, не очень долгое время, Бордовских вела ток-шоу «Короткие встречи» на том же телеканале. После нескольких выпусков этот телепроект был отправлен на доработку, но так и не был возобновлён в дальнейшем. Затем, в 2005 году вела ток-шоу «Для тебя».
С апреля 2006 по июнь 2010 года — вела программу «Сегодня утром» на НТВ.
В 2010 году Бордовских ушла с телевидения и стала пресс-атташе компании Bosco Sport, официального экипировщика российских олимпийских сборных команд, а также главным редактором журнала Boscomagazine. В 2013—2017 годах являлась директором по развитию клиники «Premier Medica». 
С конца лета 2017 года некоторое время постоянно проживала в США, где обучается и работает её дочь Мария. По собственному утверждению в США Бордовских работала в wellness-индустрии, занимаясь производством продуктов из суперфудов (нового поколения витаминов), и училась на health-тренера, мотивирующего людей к приверженности здоровому образу жизни. В 2021 году вернулась в Москву, о чëм в июле того же года рассказала в интервью Ксении Собчак.
Юлия Бордовских также является автором двух книг: «Фитнес с удовольствием» (2004) и «Фитнес для двоих» (2006).

## Общественная деятельность
В 2005 году входила в заявочный комитет по проведению в Москве в 2012 году Олимпийских игр, занимала там пост директора по связям с общественностью.
В середине 2000-х годов некоторое время была членом общественного совета организации «Молодая гвардия Единой России». В разные годы проводила мастер-классы для слушателей Школы журналистики имени Владимира Мезенцева Центрального дома журналиста.

## Книги
- Фитнес с удовольствием. М.: Эксмо, 2005. 160 стр. ISBN 5-699-18917-3
- Фитнес для двоих. М.: Эксмо, 2006. 224 стр. ISBN 5-699-15445-0
- Пространство любви. Новеллы. М.: Эксмо, 2008. 222 стр. ISBN 978-5-699-29961-4
- Витамин L. Жизнь с позиции любви. М.: Бомбора, 2023. 288 стр. ISBN 978-5-04-169493-7

## Участие в других проектах
В 2000-х — 2010-х годах снималась в рекламных роликах, среди которых — получившие известность ролики газированного напитка Pepsi Light 2000—2001 годов.
В мае 2001 года снялась для обложки русской версии июньского номера мужского журнала Playboy.
В 2002 году сыграла главную роль в фильме Рудольфа Фрунтова «Солнечный удар» и в сериале «Ребята из нашего города». Снялась в эпизодической роли журналистки в фильме «Generation П» (2011).

## Награды
Лауреат национальной премии общественного признания достижений женщин «Олимпия» Российской Академии бизнеса и предпринимательства в 2007 г.

## Семья
В 2006—2018 годах состояла в браке с бизнесменом, президентом Союза конькобежцев России (с 2009) Алексеем Кравцовым, в 2018 году развелись. Воспитывает дочь Марию (род. 23 июля 1999 года, от брака с банкиром Иваном Броновым) и сына Фёдора (род. 23 января 2008 года).